# Ненсі Сімонс
Ненсі Сімонс (англ. Nancy Simons; нар. 20 травня 1938, Окленд, Каліфорнія, США) — американська плавчиня. Призерка Олімпійських Ігор 1956 року.